# Mundialito de Fútbol Playa 2023
El  Mundialito de Fútbol Playa de 2023 fue un torneo de fútbol playa que se llevó a cabo en la Playa de Los Haraganes, Isla Canela, España, del 13 al 15 de octubre de 2023.

## Sistema de disputa
El sistema de competencia del torneo fue de todos contra todos, en el cual los equipos se enfrentaron en una única oportunidad. El campeón se decidió por la mayor cantidad de puntos obtenidos al finalizar las tres jornadas siguiendo las reglas que establecen las normativas para campeonatos internacionales: 3 puntos por partido ganado en tiempo regular, 2 puntos por partido ganado en prórroga, 1 punto por partido ganado en tanda de penaltis. En caso de empates en puntos se definirán las posiciones por la mayor diferencia entre goles anotados y goles recibidos de las selecciones empatadas.

## Participantes
- Brasil
- Emiratos Árabes Unidos
- México
- España (anfitrión)

## Clasificación
| Equipo                 | Pts | PJ | PG | PG+ | PG++ | PP | GF | GC | Dif |
| ---------------------- | --- | -- | -- | --- | ---- | -- | -- | -- | --- |
| Brasil                 | 9   | 3  | 3  | 0   | 0    | 0  | 29 | 13 | +16 |
| Emiratos Árabes Unidos | 4   | 3  | 1  | 0   | 1    | 1  | 12 | 15 | -3  |
| España                 | 3   | 3  | 1  | 0   | 0    | 2  | 17 | 14 | +3  |
| México                 | 0   | 3  | 0  | 0   | 0    | 3  | 11 | 27 | -16 |

## Fixture
| Fecha                           | Lugar       |                        |                                   | Resultado      |                           |                        |
| ------------------------------- | ----------- | ---------------------- | --------------------------------- | -------------- | ------------------------- | ---------------------- |
| 13 de septiembre de 2023, 15:15 | Isla Canela | Brasil                 | Bandera de Brasil                 | 15:4           | Bandera de México         | México                 |
| 13 de septiembre de 2022, 18:00 | Isla Canela | Emiratos Árabes Unidos | Bandera de Emiratos Árabes Unidos | 4:4 (pen. 4:3) | Bandera de España         | España                 |
| 14 de septiembre de 2022, 15:15 | Isla Canela | Brasil                 | Bandera de Brasil                 | 7:3            | Bandera de Estados Unidos | Emiratos Árabes Unidos |
| 14 de septiembre de 2022, 18:00 | Isla Canela | España                 | Bandera de España                 | 7:3            | Bandera de México         | México                 |
| 15 de septiembre de 2022, 15:15 | Isla Canela | Emiratos Árabes Unidos | Bandera de Emiratos Árabes Unidos | 5:4            | Bandera de Estados Unidos | México                 |
| 15 de septiembre de 2022, 18:00 | Isla Canela | España                 | Bandera de España                 | 6:7            | Bandera de Brasil         | Brasil                 |

## Goleadores
| Jugador     | Selección | Goles |
| ----------- | --------- | ----- |
| Rodrigo     | Brasil    | 7     |
| C. Castillo | México    | 6     |
| Mauricinho  | Brasil    | 5     |
| Catarino    | Brasil    | 4     |

## Premios y reconocimientos
| Mejor Jugador (MVP) | Mejor Jugador (MVP) | Mejor Jugador (MVP) | Mejor Jugador (MVP) |
| ------------------- | ------------------- | ------------------- | ------------------- |
| Rodrigo             |                     |                     |                     |
| Goleador(es)        |                     |                     |                     |
| Rodrigo (7 goles)   |                     |                     |                     |
| Mejor Portero       |                     |                     |                     |
| Dona                |                     |                     |                     |